# Première circonscription de la préfecture de Saitama
La première circonscription de la préfecture de Saitama (埼玉県第1区, Saitama-ken dai-ikku) est l'une des seize circonscriptions législatives que compte la préfecture de Saitama au Japon.

## Description géographique
Entre 1994 et 2002, la première circonscription de la préfecture de Saitama comprenait les villes d'Urawa (ja) et Warabi.
Entre 2002 et 2003, elle réunissait la ville d'Iwatsuki et une partie de la ville de Saitama. 
Entre 2003 et 2013, elle regroupait la ville d'Iwatsuki et les arrondissements de Minuma, Urawa et Midori de la ville de Saitama.
Entre 2013 et 2017, elle couvrait les arrondissements de Minuma, Urawa, Midori et Iwatsuki de la ville de Saitama.
Entre 2017 et 2022, elle comprenait une partie de l'arrondissement de Minuma et les arrondissements d'Urawa, Midori et Iwatsuki dans leur entièreté.
Depuis 2022, elle correspond aux arrondissements de Minuma, Urawa et Midori.

## Députés
| Législature | Début de mandat | Fin de mandat | Député élu           | Parti politique | Parti politique |
| ----------- | --------------- | ------------- | -------------------- | --------------- | --------------- |
| 41e         | 1996            | 2000          | Hikaru Matsunaga     |                 | PLD             |
| 42e         | 2000            | 2003          | Kōichi Takemasa (ja) |                 | PDJ             |
| 43e         | 2003            | 2005          | Kōichi Takemasa (ja) |                 | PDJ             |
| 44e         | 2005            | 2009          | Kōichi Takemasa (ja) |                 | PDJ             |
| 45e         | 2009            | 2012          | Kōichi Takemasa (ja) |                 | PDJ             |
| 46e         | 2012            | 2014          | Hideki Murai (ja)    |                 | PLD             |
| 47e         | 2014            | 2017          | Hideki Murai (ja)    |                 | PLD             |
| 48e         | 2017            | 2021          | Hideki Murai (ja)    |                 | PLD             |
| 49e         | 2021            | 2024          | Hideki Murai (ja)    |                 | PLD             |
| 50e         | 2024            | -             | Hideki Murai (ja)    |                 | PLD             |